# مضخة هيدرولكية

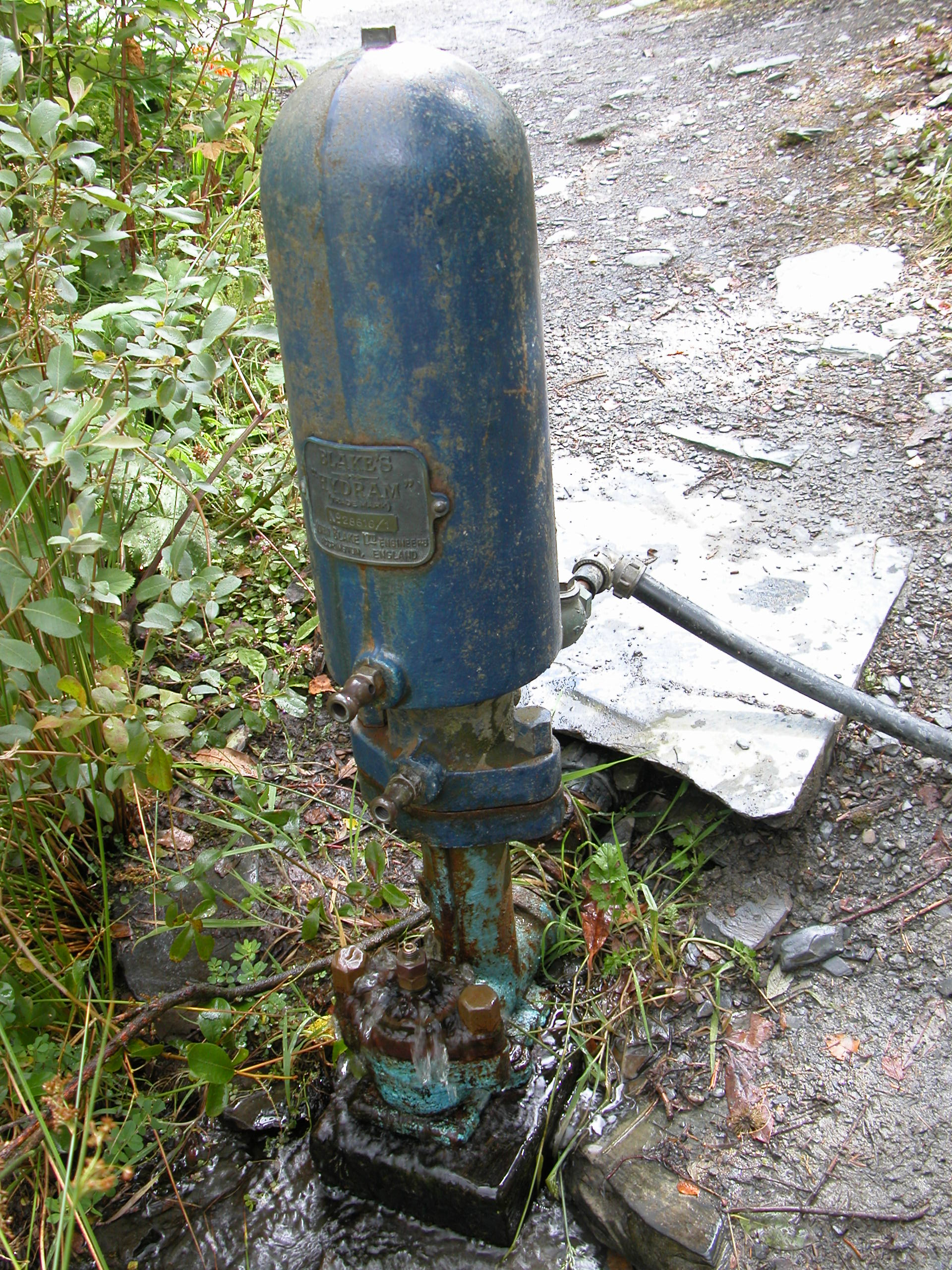
المضخة الهيدروليكي التي تدفع نافورة في مركز التكنولوجيا البديلة

المضخة الهيدرولكية (بالإنجليزية: Hydraulic ram) وهي عبارة عن مضخة مياه دورية تعمل بالطاقة المائية .تقوم بسحب الماء بطاقة هيدرولكية معينة ومعدل تدفق معين من ناحية، ثم تخرجه بطاقة هيدرولكية أعلى ومعدل تدفق أقل من ناحية أخرى. يستخدم الجهاز تأثير المطرقة المائية (قوة دفع الماء) لتخليق ضغط يسمح برفع حصة المياه الداخلة والتي تدفع المضخة لنقطة أعلى من بدايتها الأصلية. أحيانا تستخدم المضخة الهيدرولكية في المناطق النائية، حيث يوجد مصدر للطاقة المائية وحاجة لضخ المياه لمنطقة أعلى من المصدر. وفي تلك الحالة، فالمضخة عادة تكون مفيدة طالما أنها لا تتطلب مصدر طاقة خارجي غير الطاقة الحركية من المياه المتدفقة.

## التاريخ
سنة 1772 قام جون وايت هارست (من شيشاير بالمملكة المتحدة) باختراع نموذج مبدئي للمضخة الهيدرولكية يتم التحكم فيه يدويا سمى بالمحرك النبضى، قام بتركيب الأول منه في أولتون بشيشاير لرفع الماء لارتفاع 4.9 متر (16 قدم). سنة 1783 قام بتركيب جهاز آخر بأيرلندا .لم يأخذ له حق امتياز، وتفاصيله مخفية، إلا أنه من المعروف ان به وعاء هوائي .
وقد تم اختراع أول مضخة تعمل ذاتيا سنة 1797 بواسطة الفرنسى جوزيف ميشل مونتجولفيير (المشترك في اختراع البالون الهوائي) لرفع الماء في مصنع الورق الخاص به بفويرون . ثم قام صديقه ماثيو بولتون بأخذ برأة الاختراع البريطانية نيابة عنه سنة 1797.سنة 1816 حصل أبناء مونتجولفيير على براءة الإختراع كنسخة محسنة، بالتوازى مع تصميم وايت هارست الذي قام به المهندس بالفطرة يوشيا إيستون سنة 1820 والمنتقل لتوه إلى لندن .
ورث مؤسسة إيستون عنه ابنه جايمس (1796-1871) ،تلك الشركة قد نمت في القرن التاسع عشر نموا بالغا حتى أصبحت واحدة من أكبر شركات الهندسة الصناعية في المملكة المتحدة، بامتلاك أعمال ضخمة لإيرث وكنت .وتخصصت الشركة في إمدادات المياه وأنظمة الصرف الصحى في جميع أنحاء العالم بالإضافة إلى مشاريع أنظمة صرف الأراضي .بالفعل إمتلكت تلك المؤسسة أعمال إمدادات ضخمة لمضخات تزويد المياه للبلاد الكبيرة، المنازل، المزرعات والأقاليم .إحدى إنشائتهم ظلت باقية حتى سنة 2004 ،أحد الأمثلة على ذلك موجود في هملت شارع ويلم في دورست
أغلقت شركة إيستون سنة 1909 ،ولكن أعمال المضخات ظلت مستمرة من قبل جايمس ر إيستون .سنة 1929 تم الحصول عليها من قبل جريين وكارتر[بحاجة لمصدر]  من وينشستر،هامبشير اللذان عملا على تصنيع وتركيب مضخات الفولكان والفاشر .
إن أول براءة اختراع من الولايات المتحدة أصدرت لجوزيف كرنيو وستيفن س.هالت ( إتييان) (1755-1825) سنة 1809 .

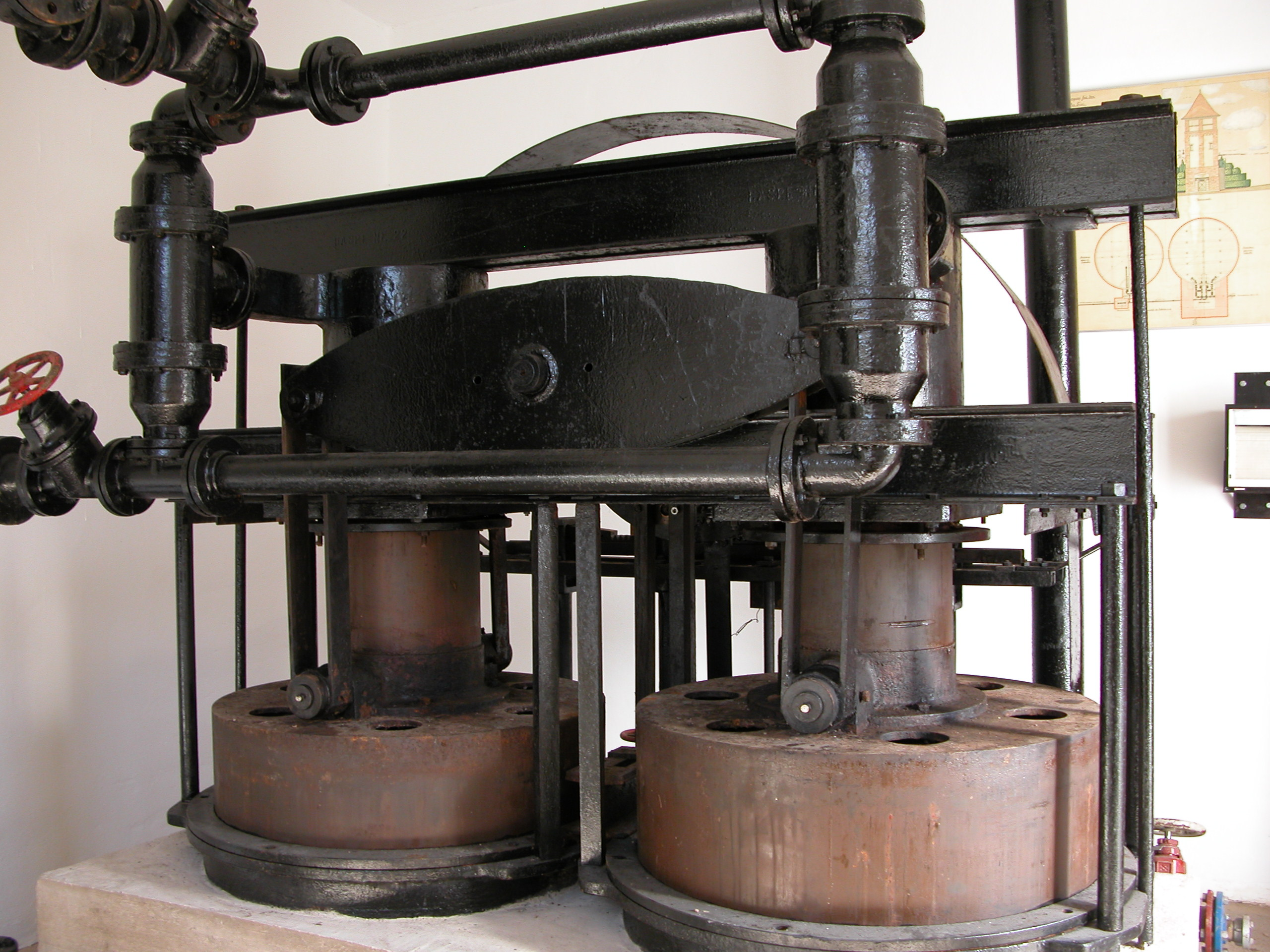
المضخة الهيدرولكية ،نظام لمبتش لريتشارد هوف بمتحف الهواء الطلق

 زاد اهتمام الولايات المتحدة بالمضخت الهيدرولكية على نطاق واسع سنة 1840 ،

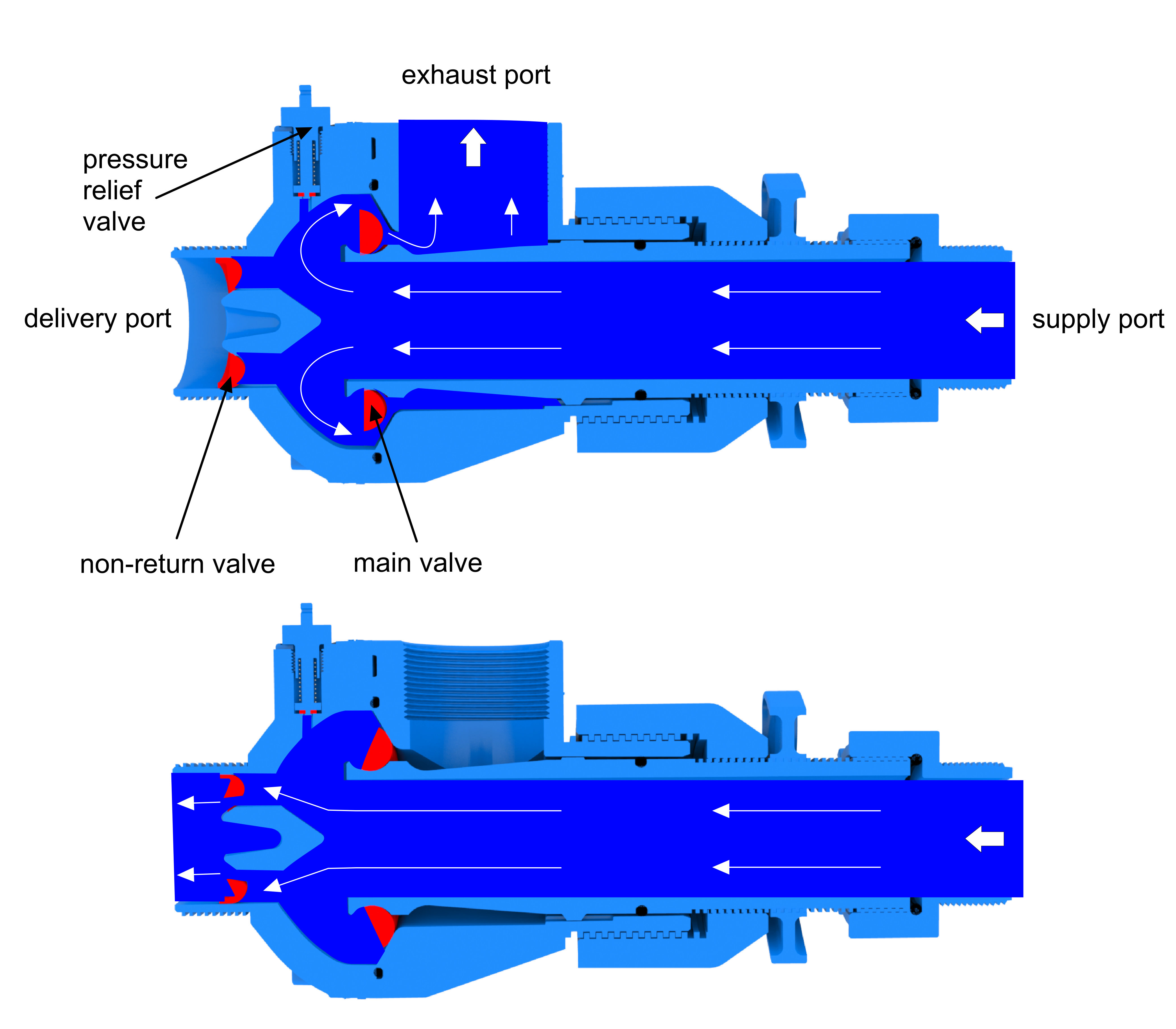
مبادىءتشغيل المضخة الهيدرولكية الأب

وتعزيزا لذلك تم إصدار العديد من براءات الاختراع وبدأت الشركات المحلية في عرض المضخات للبيع .اقترابا من نهاية القرن التاسع عشر، قل الاهتمام بالمضخات الهيدرولكية حيث توافرت الكهرباء ،وتباعا توافرت المضخات الكهربائية يشكل كبير .
بحلول نهاية القرن العشريين عاد الاهتمام بالمضخات الهيدرولكية للحياة مرة أخرى، بسبب الحاجة للطاقة المتجددة بالنسبة للدول المتقدمة ،والحفاظ على الطاقة بالنسبة لتلك الساعية للتقدم .ومثالا جيدا على ذلك حصول مؤسسة التعاون الدولية للفلبينيين على جائزة أشدن على أعمالهم لتطوير المضخات الهيدرولكية والتي تجعلها الأسهل للإستخدام في المناطق النائية .
وقد أستخدم مبدأ المضخة الهيدرولكية في بعض المشاريع لإستغلال الطاقة الموجية ،أحد تلك المشاريع تم مناقشتها منذ وقت طويل سنة 1931 من قبل هانس جانتر في كتابه في هاندرت جارن .
وقد تم تصميم مضخات بالمملكة المتحدة مؤخرا سميت المضخة التجميعية أو المركبة تستخدم بغرض معالجة الماء من مصدر ماء غير معالج ما ساعد في التغلب على مشكلة الحصول على ماء الشرب من الجدول أو الأنهار المفتوحة .
سنة 1996 نال المهندس الإنجليزى فردريك فيليب سلوين براءة الاختراع عن اختراعه مضخم أو معظم الضغط السائل .إختلف هذا الاختراع بعدة طرق عن تكنولجيا المضخات المعاصرة بتطويره لتأثير صمام الهدر البخاخ .
وعرف أيضا بأبو المضخات، والذي يستخدم الضغط المنخفض المتولد من سرعة الماء المتدفق في جميع أنحاء الصمام المطاطى (مع فقد الضغط المنخفض) للسماح لتصميم الصمام أن يمكن من إغلاق سريع بمساحة قطاع عرضى صغيرة نسبيا ووزن أقل .تم تركيب الصمام البخاخ على شكل قطاع حلقى أو دائرى يوضع حول مدخل إمداد المضخة ليوصل الماء لمخرج المضخة مباشرة في خظ مستقيم .هذا التصميم يجعل هيكل المضخة متحد المركز ومتصل بقوة بنهاية الصمام، حيث يسمح بتسليم الماء بكفاءة من المصدر من خلال صمام بخاخ صغير ثان يسلم في اتجاه واحد .المواد المطاطية والعمليات التي يقوم بها الصمام تجعلهم يعودوا تلقائيا دون الحاجة لوزن أو ضغط زنبركى .فأوعية الضغط المثبتة على نقطة الانطلاق تكون متصلة بجزء التسليم بالمضخة مايوفر وسائل نبض التدفقات المتراكمة .تلك التكنولجيا الفريدة والتصميم المثير يعمل على تقليل الوزن، وتكاليف التصنيع، وأعداد العناصرالمطلوبة بالإضافة أنه يحسن الكفاءة بشكل عام .
تم تطوير براءات اختراع إضافية منحت لسلويين من قبل الشركات الرئيسية بالمملكة المتحدة وتكنولوجيات الطاقة المائية لبود، و كورن وال، لزيادة تدعيم التكنولوجيا لتشمل مضخة حقن من المواد المركبة بحيث تسمح بخفض تكاليف الإنتاج الكبير مع الحفاظ على أعلى مستوى من المتانة ،بوزن أخف وأداء أعلى يتم الوصول له بوحدات معدنية .شملت التطورت الجديدة الأخرى صمام منظم تلقائي والذي يمكن تركيبه ببساطه في المضخة حتى يسمح بالاستفادة القصوى من الإمداد بالمياه من مصادر المياه القليلة أوالمتغيرة موسميا دون الحاجة لضبط المضخات يدويا، بالإضافة إلى إنتاج مضخات أكثر أكبر في الحجم بقطرداخلى يصل ل1 متر للأنهار الكبيرة، وأحداث الفيضانات ،والمد والجزر البحرى .تم تطوير أنظمة أخرى لإستخدمها في جمع مياه الأمطار، ومعالجة المياه للشرب، وكذلك التطبيقات الأخرى التي تستخدم المياه .
قابلية التكنولوجيا الشديدة للتطور مع وجودعمليات التصنيع الكبيرة وتوافر المواد المستخدمة والقابلية للدمج مع نظم أخرى لابد أن يجعل من مضخة القرن الحادى والعشرين قائد عالمى يعترف به في مجال الطاقة المائية الفعالة بالإضافة إلى أدوارها في وضع قواعد جديدة لتوليد الطاقة، وكذلك الرى، وشبكات دعم الفيضانات .

## البناء ومبدأ عملية التشغيل
تحتوى المضخة الهيدرولكية التقليدية على جزئين متحركين فقط، صمام الهدر المحمل بوزن أو بقافز أحيانا يسمى بصمام الطقطقة وصمام فحص التسليم، مما يجعلها رخيصة في بنائها، يسهل الحفاظ عليها، كما يمكن الاعتماد عليها بشكل كبير .كما أن المضخة الهيدرولكية الأب تحتوى أيضا على جزأين متحركين فقط إلا أنها ليست ميكانكية في طريقة عملها، ولكنها تعتمد على الخواص المطاطية للصمام الرئيسى وصمام الاتجاه الواحد ما يجعل من تكاليفها أقل، كما يمكن الاعتماد عليها ويسهل أيضا إستبدلها .باإضافة لوجود أنبوب نقل يعمل على نقل الماء من المصدر، وأنبوب تسليم يقوم برفع الحصة من الماء الأتية من أنبوب النقل إلى مكان أعلى من المصدر .

### تسلسل العملية

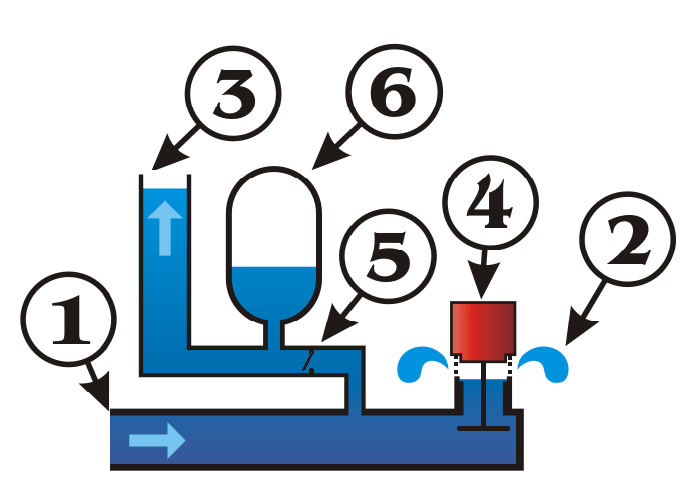
التكوينات الأساسية للمضخة الهيدرولكية1.	أنبوب نقل من المدخل
2.	التدفق الحر في صمام الهر
3.	أنبوب التسليم من المخرج
4.	صمام الهدر
5.	صمام فحص التسليم
6.	وعاء الضغط

يعرض الشكل 2 مضخة هيدرولكية مبسطة .بداية، ينفتح صمام الهدر [4] ويكون صمام التسليم [5] مغلق .تبدأ المياه في أنبوب المدخل في التدفق مسرعة بطاقة حركية نتيجة للجاذبية حتى يرغم السحب المتزايد صمام الهدر للانغلاق .عزم المياه المتدفقة في أنبوب المدخل [1] على صمام الهدر المغلق توا بسبب ما يسمى بالمطرقة المائية، والتي ترفع الضغط في المضخة وتعمل على فتح صمام التسليم [5] حتى ترغم بعض الماء للتدفق خلال أنبوب التسليم [3] .ولأن الماء المتدفق مرغم على الارتفاع إلى أعلى خلال أنبوب التسليم أكثر من النزول لأسفل، فإن سرعته تبدأ في التباطئ ويبدأ تدفق الماء بعكس اتجاهه نزولا ما يعمل على غلق صمام التسليم .وفي نفس الوقت، المطرقة المائية الحادثة من غلق صمام الهدر تعمل على خلق نبضات ضغطية تعيد أنبوب المدخل إلى مصدر الماء حيث تتحول إلى نبضات ماصة تلك التي تسحب أنبوب المدخل .النبضات الماصة مع الوزن أو القفز على الصمام يسحب صمام الهدر حتى ينفتح مرة أخرى وتعيد الكره من جديد .
يحتوى وعاء الضغط [6] على وسادة هوائية تحدث هزة ضغط هيدرولكية عندما يغلق صمام الهدر، كما أنها تحسن من فعالية الضخ حيث تجعل التدفق ثابت خلال أنبوب التسليم .وبالرغم من إمكانية عمل المضخة نظريا بدون وعاء الضغط، إلا أن الكفاءة ممكن أن تنحدر بشدة كما أن المضخة سيكون عليها ضغوطات غير عادية ممكن أن تقصر من عمرها الإفتراضى .أحد مشكلات وعاء الضغط أن الهواء المضغوط يذوب أو يحل تدريجيا في الماء حتى لا يبقى منه شئ .وأحد الحلول لذلك أن يتم عزل الهواء عن الماء عن طريق غشاء مرن (على غرار خزان التمدد) ،ومع ذلك هذا الحل قد يكون مشكلة في البلدان النامية حيث يصعب الحصول على بدائل .وهناك حل آخر، وهو امتلاك تقنية صمام كأسى يعمل على إخال فقاعة هوائية صغيرة عندما يصل النبض الماص المذكور أعلاه إلى المضخة . وحلا آخر، وهو إدخال قناة داخلية لإطار سيارة أو عجلة (الكاوتش الداخلى) إلى وعاء الضغط ويكون مملوءا بالهواء ومغلق بصمام غلق .تلك القناة لها نقس عمل الغشاء المرن، إلا أنها تنفذ بمواد متوافرة أكثر .أما الهواء المملوء به وسادة تصادم الماء هو نفس الهواء المستخدم في أي أعمال أخرى .

### الكفاءة
نسبة كفاءة الطاقة النموذجية هي 60% ،مع ذلك يمكن الوصول ل80% .وعلينا ألا نخلط بينها وبين الكفاءة الحجمية، تلك المتعلقة بحجم الماء المنقول نسبة للحجم الكلى للماء المأخوذ من المصدر .حيث أن الحصة من الماء الموجودة في أنبوب التسليم تقل بمقدر الفرق بين نسبة الماء عند نقطة المصدر والنسبة عند نقطة التسليم .وعلى هذا لوأن المصدر على ارتفاع 2متر من المضخة وأن الماء يرفع حتى 10 متر ارتفاعا عن المضخة، بمكن توافر 20% فقط من الماء المورد، أما ال80% الأخرى تخرج من صمام الهدر .تلك النسب مع فرضية أن كفاءة الطاقة 100% .لكن المياه التي يتم تسليمها فعلا ستقل إضافيا بسبب معامل كفاءة الطاقة .ففى المثال السايق مثلا، إذا كانت كفاءة الطاقة 70% ،إذا الماء الذي يتم تسليمه يكون 70% من ال20% أي تكون 14% .مع فرضية أن نسبة نقطة المورد لنقطة التسليم هي 2 إلى 1 والكفاءة 70% ،فالماء الذي يتم تسليمه سيكون 70% من 50% أي تكون 35% .كلما زادت نسب نقطة التسليم إلى نقطة المورد يسفر ذلك عن خفض لكفاءة الطاقة .وغالبا مايوفر المورديين للمضخات جداول تعطى توفعات نسب الأحجام والتي تستند على اختبارات فعلية .

### النقل وتصميم أنبوب التسليم
لقد أصبح تصميم أنبوب النقل مهم جدا منذ استناد الكفاءة والفعالية على تأثيرات مطرقة الماء .أما عن طولها فهي أطول من 3 إلى 7 مرات من المسافة الرأسية بين المورد والمضخة .ولهذا لابد وأن تحتوى المضخات التجارية مدخلا متناسبا مصمم ليلائم هذا الميل المثالى . لابد وأن يتصل قطر أنبوب المورد بقطر أنبوب مدخل المضخة بشكل طبيعى، والتي بدورها تعتمد على سعتها الضخية .ولابد وأن يكون قطر والمواد الداخلة في صنع أنبوب النقل ثابتين كما يجب أن يكون مستقيما بقدر الإمكان .وإن كان ولابد من الثنى فيكون طفيف بانحناء قطرى كبير .رغم السماح بوجود لولب كبير إلا أن التكوع مرفوض تماما .يتم استعمال مادة البولى فينيل كلوريد )مادة بلاستيكية) في بعض التركيبات إلاأنه يفضل الأنابيب الحديدية بالرغم من أنها أكثر غلوا .وفي حالة استخدام صمامات تكون من نوع التدفق الحر مثل صمام الكرة أو صمام البوابة .
لم يعد أنبوب التسليم خطيرا إلى حد كبير حيث أن وعاء الضغط يمنع تأثير مطرقة الماء أن تحركه من موضعه .فتصميمها العام إعتمد على انخفاض الضغط المسموح به على أساس التدفقات المتوقعة .وحجم أنبوب التسليم النموذجى يكون تقريبا نصف حجم أنبوب المورد، إلا أنه قد يزيد في المسافات الطويلة .بشكل عام الأنبوب البلاستيكية والصمامات الضرورية لا تعد مشكلة .

### عملية البدأ
المضخة التي ركبت حديثا في عملية أو تلك التي توقفت دورتها توا لابدأن تبدأ كالتالى .بداية لو أن صمام الهدر كان في وضع الإغلاق أو الرفع، كماهو شائع، فيجب أن يحرك لوضع الفتح يدويا ويترك على هذا .وإذا كانت المياه كافية فأنه على الأقل سيكمل دورة واحدة .وإذا لم يكمل دورته، فيجب الضغط عليه بإستمرار حتى يكمل دورته بشكل مستمر ومن تلقاء نفسه، عادة بعد 3 أو 4 دورات يدوية .وفي حالة توقف المضخة لو أن صمام الهدر مفتوح يجب أن يرفع يدويا ويظل هكذا حتى يمتلئ أنبوب المورد بالماء أو أن تعبر أي فقاعات هوائية للمصدر .تقريبا دقيقة أو أكثر لذلك .وبعد ذلك يتم تشغيله بالضغط لأسفل عدة مرات بشكل يدوي كما هو موضح بالاعلى .ووجود صمام على أنبوب التسليم بالمضخة يجعل عملية البدأ سهلة .نغلق هذا الصمام إلا أن تبدأ المضخة في الدوران ثم نقوم بفتحه تدريجيا ليملأ أنبوب التسليم بالماء .فلو تم فتحه بسرعة ستتوقف المضخة عن الدوران .بمجرد أن تمتلئ أنبوب التسليم يمكن ترك الصمام مفتوحا .

### مشاكل التشغيل الشائعة
الفشل في تسليم ماء كاف قد يكون بسبب الضبط الغير سليم للصمام، قلة الهواء الموجود بوعاء الضغط، أو ببساطة محاولة رفع الماء لمكان أعلى من من مستوى إمكانية المضخة .
ممكن أن تهلك المضخة بالتجمد في الشتاء، كما أن خسارة الهواء من وعاء الضغط يؤدى إلى إفراط في الضغط على أجزاء المضخة .تلك الإخفاقات قد تحتاج للحامات أو طرق إصلاحية أخرى وممكن تحتاج لتغيير أجزاء معينة .
وليس من الغريب أن تحتاج المضخة العاملة إلى إعادة تشغيل عرضى، حيث من الممكن أن يتوقف الدوران بسبب سوء ضبط صمام الهدر، أو عدم كفاية الماء المتدفق من المصدر .ومن الممكن أن يدخل الماء خلال أنبوب المورد إذا كان مستوى الماء أقل من قمة نهاية مدخلها ولو ببعض إنشات .وهناك مشكلات أخرى مثل انسداد الصمامات بالأوساخ أو التركيب الغير سليم، مثلا استخدام أنبوب مورد غير موحد القطر أو المواد المصنوع منها، به انحناءات حادة أو خشن من الداخل، أو أنها أطول أو أقصر من المنحدر، أو صنعت من مواد جامدة غير كفء .اما بالنسبة للبولى فينيل كلوريد أو أنبوب التوريد البلاستيكي فقد تستخدم في بعض التركيبات إلا أنه يفضل الحديدية .

## مضخة دفع الماء
وهي بديلة للمضخة الهيدرولكية .ويمكن أن تعمل إذا كانت معدلات تدفق المياه عالية وارتفاع نسب نقط الإتزان .وحدة مضخة دفع الماء هو عبارة عن توربين (محرك) هيدروليكى مقترن بمضخة الماء .فالطاقة المحفزة التي تحتاجه المضخة تولد من قبل التوربين (المحرك) الهيدروليكى من نقطة نوافر طاقة المياه المنخفضة .

## قراءات متعمقة
- Crowley، C.A. (أغسطس 1937). "Hydraulic rams furnish water supply to country homes". بوبيلار ميكانكس: 306–311. مؤرشف من الأصل في 2020-09-25.
- Crowley، C.A. (سبتمبر 1937). "Hydraulic rams furnish water supply to country homes". بوبيلار ميكانكس: 437–477. مؤرشف من الأصل في 2020-09-25.
- Toothe v. Bryce, 25 Atlantic Reporter, pp. 182–190.
- Iversen، H.W. (يونيو 1975). "An analysis of the hydraulic ram". Journal of Fluids Engineering: 191–196.
- Hydraulic Ram: Fixing & Working. Spons' Workshop Receipts. London: Spon. ج. vol II. 1921. ص. 457–465. {{استشهاد بكتاب}}: |المجلد= يحوي نصًّا زائدًا (مساعدة)
- Hydraulic rams - a comparative investigation (by J.H.P.M. Tacke). Communications on Hydraulic and Geotechnical Engineering, ISSN 0169-6548. Delft University of Technology, Faculty of Civil Engineering. ج. Report 88-1. 1988. {{استشهاد بكتاب}}: روابط خارجية في |ref= (مساعدة)

## وصلات خارجية
- Film: Hydraulic ram on summer children's camp of Pterodactylus - Restless Water i European project "EnergyBits" (English version)
- the same film in French / le même film français
- Web page: Hydraulic ram on summer children's camp of Pterodactylus (yet in the Czech language, we prepare English)
- Ram pump (hydraulic ram)
- Ram pump home made
- Ram pump
- How it works
- Build a hydraulic ram
- Hydraulic ram : the French reference site[وصلة مكسورة]
- How the Papa ram pump works